# Michał Chmielewski

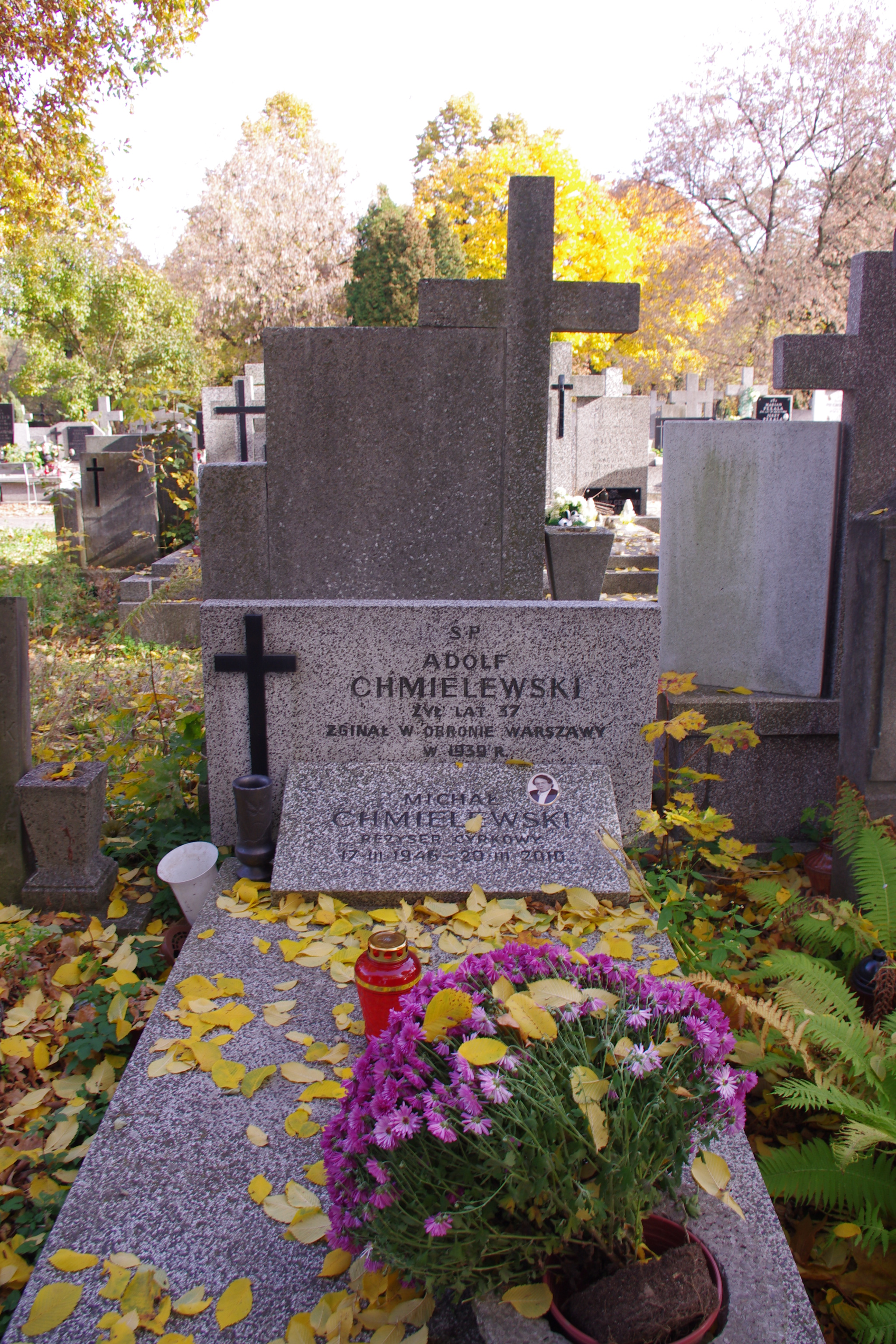
Grób reżysera sztuki cyrkowej Michała Chmielewskiego na cmentarzu Bródnowskim w Warszawie

Michał Chmielewski (ur. 17 marca 1946 w Gdańsku, zm. 20 marca 2010 w Warszawie) – polski reżyser sztuki cyrkowej.

## Życiorys
Ukończył Rosyjską Akademię Sztuki Teatralnej (GITIS) w Moskwie. Przez wiele lat był wykładowcą w Państwowej Szkoły Cyrkowej w Julinku i Warszawie. Był reżyserem, konsultantem ds. efektów cyrkowych w filmach oraz współtwórcą licznych widowisk plenerowych i telewizyjnych. Zainicjował utworzenie Państwowej Szkoły Sztuki Cyrkowej, która powstała w 2000 roku w Warszawie. Pochowany na cmentarzu Bródnowskim w Warszawie (kw. 22G-4-10).

## Filmografia
- 2009: Cyrk ze złamanym sercem (konsultacja)
- 2003–2005: Defekt (konsultacja)
- 1999: Trzy szalone zera (konsultacja)

Źródło.